# Église gnostique apostolique
L'Église gnostique apostolique est un cercle ésotérique, fondé en 1953 par Robert Ambelain.

## Historique
Cette Église se réclame de l'Église gnostique de France, un cercle ésotériste fondé en 1890 par l'occultiste et archiviste Jules Doinel, versé dans le spiritisme), proche de l'Église swedenborgienne.
Jules Doinel fonde en 1890 l'Église gnostique de France, et décrète l'an 1890 « l'an 1 de la Restauration de la Gnose ». Lors d'un synode, tenu le 12 septembre 1893, il est élu Patriarche sous le nom mystique de "Valentin II", en hommage à Valentin, le plus grand des gnostiques.
Des crises ont marqué depuis ses débuts l’histoire de l’Église gnostique. La toute première n’aura pas été la moins grave, en 1894 Jules Doinel, fondateur et patriarche de l’Église gnostique, à la surprise générale, abdique, quitte son Église et retourne au catholicisme romain en même temps qu’il renonce à la franc-maçonnerie et au martinisme où il était par ailleurs engagé. Ultérieurement, en 1896, Jules Doinel réintégre l'Église gnostique en tant qu'évêque d'Alet et de Mirepoix, vu qu'entre temps il s'est établi à Carcassonne, où il a été nommé bibliothécaire.
Léonce Fabre des Essarts, évêque gnostique de Bordeaux, est élu au patriarcat sous le nom de "Tau Synésius" le 3 janvier 1896.
Il maintient la ligne de Doinel, mais c’est avant tout un homme de lettres. En 1906, l’Église gnostique de France est officiellement déclarée auprès de la Préfecture de la Seine, avec publication au Journal officiel. Les statuts stipulent que « l’Église gnostique de France est sous la haute direction d’un patriarche, qui a Paris pour résidence épiscopale et qui s’intitule évêque de Montségur, en souvenir du massacre des derniers Albigeois. Mais ces titres ne confèrent au chef de l’Église aucune suprématie dogmatique. Il est simplement primus inter pares et il ne peut prendre aucune décision importante sans l’approbation du Saint-Synode. » 
À la fin du XIXe siècle, il y a des sièges de l'Église gnostique dans seize villes de France, dont Paris, mais d'autres aussi en Pologne (Varsovie), en Belgique, en Bohème, et en Italie (Milan, Concorezzo).
Des occultistes connus adhèrent à l'Église gnostique. On peut citer, entre autres, Papus, Sédir, Lucien Chamuel, Louis-Sophrone Fugairon, Jean Bricaud, Déodat Roché.
Après le décès de Jules Doinel en 1902, différentes divergences amènent un membre de son cercle, l'occultiste Jean Bricaud, à fonder, en 1907, l’Église catholique gnostique, qui devient rapidement l’Église gnostique universelle.
En 1913 apparaît l'Ecclesia Gnostica Catholica (E.G.C.), une branche de l'Ordo Templis Orientis (O.T.O.) vouée au développement de la Loi de Thélème selon Aleister Crowley.
Fabre des Essarts, patriarche de l’Église gnostique, meurt  à Grenoble le 17 octobre 1917. René Guénon, qui s'était fait consacrer évêque d'Alexandrie sous le nom de Tau Palingenius, ayant décliné l’offre qui lui est faite de lui succéder parce que, selon lui, cette Église ne bénéficie d'aucune transmission authentique, Léon Champrenaud (Tau Theophane), est élu à la tête de l’Église gnostique de France fin 1917, quoiqu’il n’ait pas voulu « prendre le titre de patriarche, mais seulement de président du Synode Gnostique », mais il abandonne sa charge en 1921 et meurt en 1925. En décembre 1926 Patrice Genty (Tau Basilide) lui succède au patriarcat. L'auteur occultiste Robert Ambelain, consacré évêque  en 1946  sous le nom de "Tau Robert" et ensuite de Tau Jean III par Roger Ménard (Tau Eon II) (qui avait été consacré par Victor Blanchard (Tau Targelius), un évêque schismatique de l’Église gnostique universelle), fonde en 1953 l’Église gnostique apostolique. Il transmet le Patriarcat à André Mauer qui signera un traité d'amitié avec l'Ordre Martiniste en 1968.

## Primauté de l'Amérique du Nord et retour en France
En 1969, le Patriarcat fut transféré au Dr Pedro Freire (Petrus-Johannes XIII)  en Amérique, qui avait été consacré en 1956 par Robert Ambelain. C'est la première fois dans l'histoire de l’Église que le patriarcat est déplacé hors de France et vers les Amériques. Après la mort de Freire en 1977, le synode de l’Église Gnostique n'a pas élu de successeur et l'Église fut quelque temps déclarée autocéphale. Certains considérèrent alors automatiquement René Chambellant (Tau Renatus) comme Patriarche, puisqu'il était Primat des Gaules. Mais celui-ci ne développe pas l’Église et pendant cette période communique avec le primat nord-américain Roger Saint Victor-Hérard (Tau Charles) et son futur successeur, Robert Cokinis (Tau Charles Harmonius II), qui aide Chambellant à renforcer l'Ordre des Elus Coen au Canada. Chambellant a également guidé Cokinis dans la création du Collège Gnostique œcuménique des Métropolitains. L’Église n'est alors réellement plus active qu'aux Etats-Unis. Robert Cokinis consacre son successeur, Tau Apollonius, actuel Primat d'Amérique du Nord de l’Église Gnostique Apostolique. Le 12 septembre 2015, lors de l'élection du Collège Gnostique des Métropolitains, Tau Apollonius a été nommé Coadjutor cum jure successionis du Primat Robert Cokinis. Il a assumé les fonctions Primatiales à la mort de l'évêque Cokinis, le 1er septembre 2016, avec la reconnaissance du Collège Gnostique des Métropolitains et du Saint-Synode. Apollonius ordonne un prêtre Français en Février 2022 à New York. L’Église Gnostique est ainsi réveillée et revient en France après des décennies d'absence. Ce prêtre est consacré Évêque de Paris le 21 juin 2024 à New York lors du Saint Synode de l’Église, sous le nom de Tau Heracléon II. L'épiscopat revient ainsi en France, pour la première fois depuis près d'un demi-siècle.

## Succession Apostolique
(avril 2022).
La mise en forme du texte ne suit pas les recommandations de Wikipédia : il faut le « wikifier ».
Les points d'amélioration suivants sont les cas les plus fréquents. Le détail des points à revoir est peut-être précisé sur la page de discussion.
- Les titres sont pré-formatés par le logiciel. Ils ne sont ni en capitales, ni en gras.
- Le texte ne doit pas être écrit en capitales (les noms de famille non plus), ni en gras, ni en italique, ni en « petit »…
- Le gras n'est utilisé que pour surligner le titre de l'article dans l'introduction, une seule fois.
- L'italique est rarement utilisé : mots en langue étrangère, titres d'œuvres, noms de bateaux, etc.
- Les citations ne sont pas en italique mais en corps de texte normal. Elles sont entourées par des guillemets français : « et ».
- Les listes à puces sont à éviter, des paragraphes rédigés étant largement préférés. Les tableaux sont à réserver à la présentation de données structurées (résultats, etc.).
- Les appels de note de bas de page (petits chiffres en exposant, introduits par l'outil «  Source ») sont à placer entre la fin de phrase et le point final[comme ça].
- Les liens internes (vers d'autres articles de Wikipédia) sont à choisir avec parcimonie. Créez des liens vers des articles approfondissant le sujet. Les termes génériques sans rapport avec le sujet sont à éviter, ainsi que les répétitions de liens vers un même terme.
- Les liens externes sont à placer uniquement dans une section « Liens externes », à la fin de l'article. Ces liens sont à choisir avec parcimonie suivant les règles définies. Si un lien sert de source à l'article, son insertion dans le texte est à faire par les notes de bas de page.
- La présentation des références doit suivre les conventions bibliographiques. Il est recommandé d'utiliser les modèles {{Ouvrage}}, {{Chapitre}}, {{Article}}, {{Lien web}} et/ou {{Bibliographie}}. Le mode d'édition visuel peut mettre en forme automatiquement les références.
- Insérer une infobox (cadre d'informations à droite) n'est pas obligatoire pour parachever la mise en page.

Pour une aide détaillée, merci de consulter Aide:Wikification.
Si vous pensez que ces points ont été résolus, vous pouvez retirer ce bandeau et améliorer la mise en forme d'un autre article.
Résumé : Doinel - Des Essarts - Bricaud - Chevillon - Chambellant - Ambelain - Mauer - Freire
TAU VALENTINUS II
Jules-Benoît Stanislas Doinel du Val-Michel, Patriarche 1894-1895
L'Église Gnostique
TAU SYNESIUS
Léonce Eugène Joseph Fabre des Essarts, Patriarche 1896-1908
L'Église Gnostique - L'Église Chrétienne Moderne (néognostique) - L'Église Gnostique (de France)
TAU JEAN
Joanny Bricaud, Patriarche 1908-1934
L''Église Catholique Gnostique - Église Gnostique Universelle
TAU HARMONIUS
Constant Chevillon, Patriarche 1936-1944
Église Gnostique Universelle
TAU RENATUS
René Chambellant, Patriarche 1945-1948
Église Gnostique Universelle
TAU JEAN III
Robert Ambelain, Patriarche 1960-1969
Église Gnostique Apostolique
TAU ANDREAS
André Mauer, Patriarche 1969
Église Gnostique Apostolique
MAR PETRUS JOHANNES XIII
Pedro Freire, Patriarche 1970-1978
Église Gnostique Catholique Apostolique